# Клевське герцогство
Клевське герцогство (нім. Herzogtum Kleve; нід. Hertogdom Kleef) — держава Священної Римської імперії, яка виникла із середньовічного Геттергау. Розміщувалось у північній Рейнській області по обидва боки Нижнього Рейну, навколо своєї столиці Клеве та міст Везель, Калькар, Ксантен, Еммеріх, Ріс і Дуйсбург, що межували з землями князь-єпископства Мюнстера на сході та Брабантським герцогством на заході. Постало в 1417 році з Клевського графства (нім. Grafschaft Kleve; нід. Graafschap Kleef), що існувало з XI ст. Його історія тісно пов'язана з історією його південних сусідів: Юліським і Берзьким герцогствами, а також з Гелдернським герцогством і вестфальським Маркським графством.
Територія герцогства приблизно охоплювала сучасні німецькі райони Клеве (північна частина), Везель і місто Дуйсбург, а також прилеглі частини провінцій Лімбург, Північний Брабант і Гелдерланд у Нідерландах.

## Історія

### Графство

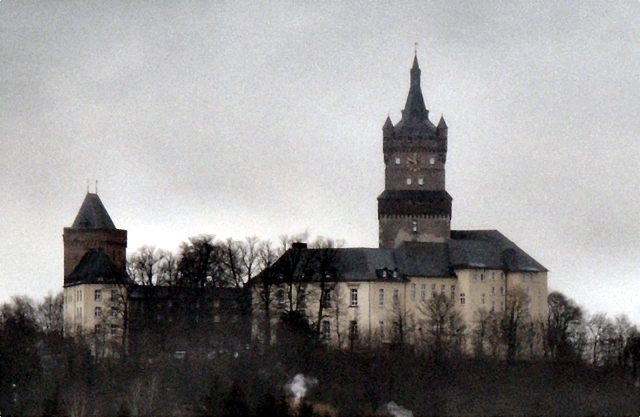
Шваненбурзький замок, Клеве

На початку XI століття імператор Генріх II доручив управління Клевським рейхсвальдом, великою лісистою територією навколо Кайзерпфальца безпосередньо підпорядкованому імперському правлінню Неймегені, місцевим нижньолотаринзьким дворянам у Гельдерні та Клеве. Клевське графство вперше згадується в XI ст. Дітріх I став першим графом Клевським і правив з 1092 по 1119 рік. У 1283 році Клеве брав участь у війні за Лімбурзьку спадщину та допоміг послабити могутнє Кельнське курфюрство. У 1355 році Зевенар перейшов з-під контролю Гульдерського герцогства до Клевського графства.
Після смерті графа Йоганна в 1368 році володіння успадкував його племінник Адольф III Маркський. Після того, як старший брат Адольфа, граф Енгельберт III, помер у 1391 році без спадкоємців, Клеве і Марк об'єднались в особистій унії дому Ла Марків.

### Герцогство

Об'єднаний герб Клевського герцогства і Маркського графства

У 1417 році король Німеччини Сигізмунд підвищив графа Адольфа I до статусу герцога та імперського князя Священної Римської імперії, і графство стало герцогством. Території Клеве-Марк стали одним із найзначніших володінь Нижньорейнсько-Вестфальського округа в 1500 році, конкуруючи з Мюнстерськими князь-єпископами. У 1511 році Іоганн III Ла Марк, син герцога Іоганна II Клевського, одружився з Марією Юліх-Берзькою, і її володіння та титули були об'єднані з Клевським герцогством. Після смерті свого тестя, герцога Вільгельма IV, Іоганн успадкував володіння Юліх і Берг через свою дружину. Коли Іоганн III змінив свого батька на посаді герцога Клевського в 1521 році, держави Юліх, Берге, Клеве і Марк утворили Об'єднане Юліх-Клеве-Берзьке герцогство. Його донька Анна Клевська (1515—1557) навіть стала королевою-консортом Англії на кілька місяців у 1540 році, оскільки її брат Вільгельм, герцог із 1539 року, посварився з імператором Карлом V через володіння Гелдерном та шукав підтримки у короля Генріха VIII .

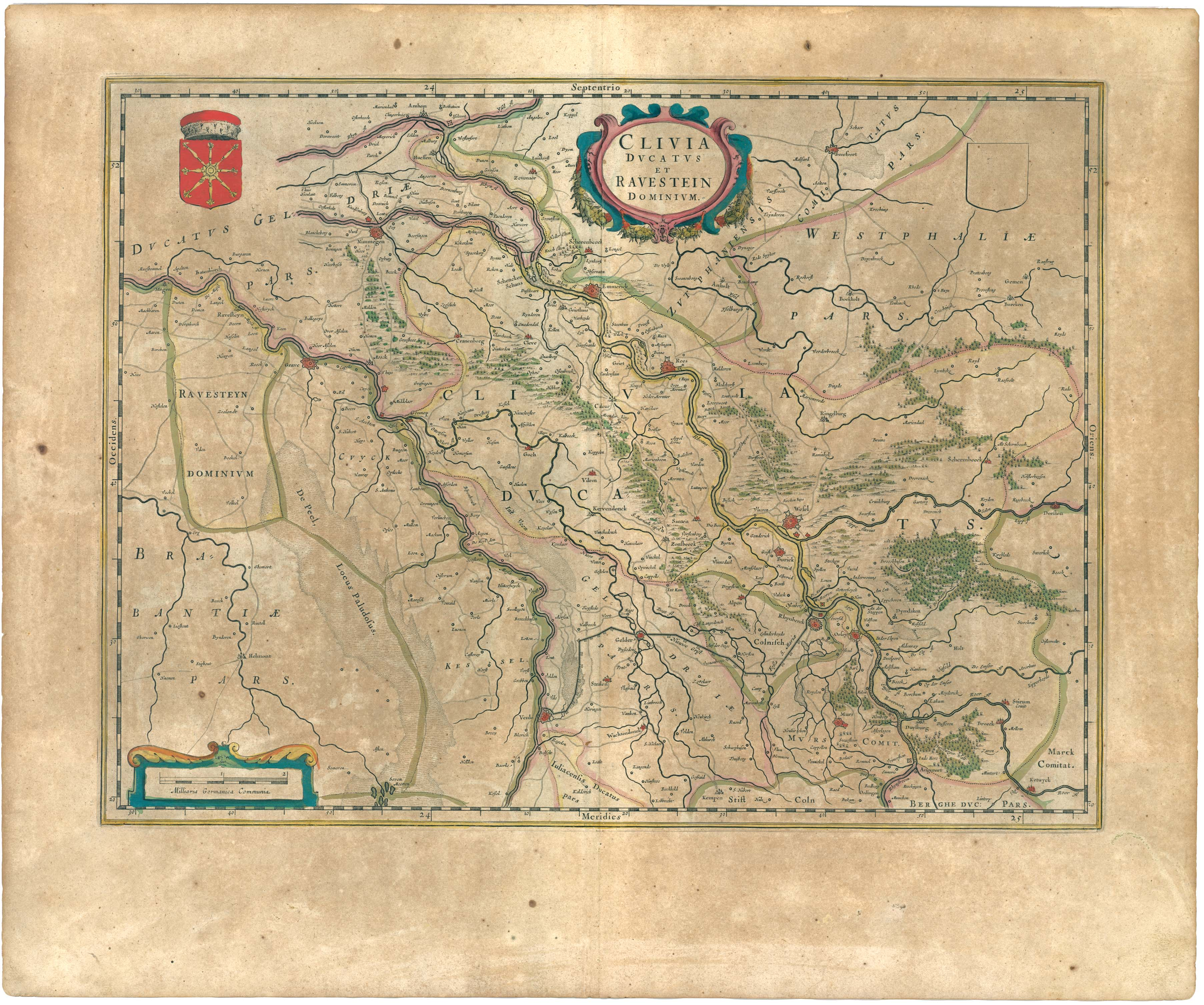
Карта Клевського герцогства та домену Равенштайн з Theatre of the World, або New Atlas of Maps and Representations of All Regions, редагована Віллемом та Джоан Блау, 1645 р.

Іоганн Вільгельм був сином Вільгельма та останнього герцога Юліх-Клеве-Берзького. Він помер без потомства в 1609 році, і війна за Юліську спадщину спалахнула між спадкоємцями двох його старших сестер: Марії Елеонори, герцогині Прусської, і Анни, графині Нойбургської. Дочка Марі Елеонори Марі була одружена з маркграфом Бранденбурга; Нойбург був кадетською гілкою дому Віттельсбахів. Згідно з Ксантенським договором 1614 року Бранденбург отримав Клеве-Марк, а Нойбург отримав Юліх-Берг. Таким чином маркграфи Гогенцоллерни отримали першу точку опори в Рейнській області ; однак значні частини Клевського герцогства були окуповані Сполученими провінціями до франко-голландської війни 1672 року. Остаточно включений до складу Бранденбурга-Пруссії великим курфюрстом Фрідріхом Вільгельмом I Бранденбурзьким у 1666 році і частиною Прусського королівства після 1701 року, Клеве був окупований французькими військами під час Семирічної війни (1757—1762).
За Базельським миром 1795 року частина Клевського герцогства на західному березі Рейну з містом Везель були передані Франції та стала частиною французького департаменту Рер . Решта герцогства була окупована між 1803 і 1805 роками і стала частиною маріонеткової держави Великого герцогства Берзького. У 1815 році, після поразки Наполеона, герцогство стало частиною прусської провінції Юліх-Клеве-Берг, яка об'єдналася в прусську Рейнську провінцію в 1822 році. За рішенням Віденського конгресу 1815 року міста Геннеп, Зевенаар і Гюїсен увійшли до складу Об'єднаного Нідерландського королівства.

## Правителі Клеве

### Графи Клевські

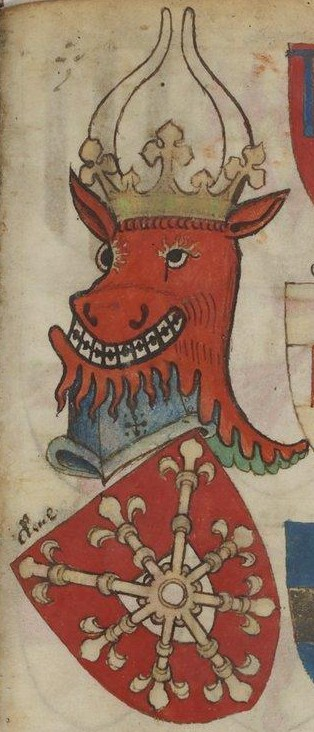
Старий родовий герб графів Клевських

#### Клевський дім
Клевський дім вважає себе нащадком Рутгера фон Антоінга, фламандського дворянина. Він отримав імперську власність поблизу Клеве в 1020 році та замок Томбург через деякий час. Першим задокументованим феодальним володарем з дому Клевів є Дітріх, який нумерується по-різному як II або III, у 1092 році
- 1092—1117/8 Дітріх II або III[3]
- 1117—1134 Арнольд I, його син. Або він, або Арнольд II одружився з Ідою, донькою графа Готфріда фон Левена[3]
- 1134—1150 Арнольд II[3]
- 1150—1172 Дітріх III [IV]. Одружений Алейдіс фон Зульцбах[3]
- 1172—1193 Дітріх IV [V]. Одружений на Маргарете фон Голланд[3]
- 1193—1202 Арнольд III. Одружений Алейдіс фон Хайнсберг[3]
- 1202—1260 Дітріх V [VI][3]
- 1260—1275 Дітріх VI [VII][3]
- 1275—1305 Дітріх VII [VIII][3]
- 1305—1310 Оттон I Миролюбний[3]
- 1310—1347 Дітріх VIII [IX] Благочестивий[3]
- 1347—1368 Іоганн[3]

#### Дім Ла-Марк
- 1368—1394 Адольф III Маркський
- 1394—1448 Адольф I, син Адольфа III

### Герцоги Клевські

#### Дім Ла-Марк
- 1394—1448 Адольф I, герцог Клевський
- 1448—1481 Іоганн I, син Адольфа I
- 1481—1521 Іоганн II Благочестивий, син Іоганна I
- 1521—1539 Іоганн III Мирний, син Іоганна II
- 1539—1592 Вільгельм Багатий, син Іоганна III
- 1592—1609 Іоганн Вільям, син Вільяма

## Відомі особистості
- Анна Клевська, четверта дружина Генріха VIII, вийшла заміж у 1540 році
- Карл Харст, дипломат XVI ст.[4]